# Renato Sandalli
Renato Sandalli (Genova, 25 febbraio 1897 – Roma, 23 ottobre 1968) è stato un generale e politico italiano, veterano della prima guerra mondiale. Fu Capo di stato maggiore dell'Aeronautica Militare ai tempi della Regia Aeronautica e Ministro dell'aeronautica del Regno d'Italia nei governi Badoglio I e Badoglio II.

## Biografia
Nacque a Genova il 25 febbraio 1897. Dopo l'entrata in guerra del Regno d'Italia, nel febbraio 1916 si arruolò volontario nel Regio Esercito, assegnato, con il grado di sottotenente di complemento, alla arma di fanteria, corpo dei Bersaglieri. Nel novembre dello stesso anno viene ascritto al servizio permanente per merito di guerra. Nel corso della prima guerra mondiale fu decorato due volte di Medaglia d'argento e una di bronzo al valor militare.
Nel gennaio 1921, assegnato al Servizio Aeronautico, conseguì il brevetto di pilota di aeroplano, diventando pilota militare a partire dall'ottobre successivo. Dal maggio del 1922 al giugno 1924 prestò servizio nel Comando scuole aviatori dell'aeroporto di Capua, nel 3º Raggruppamento aeroplani da ricognizione e nella 131ª Squadriglia di Ciampino. A partire dall'ottobre 1923 cessò di appartenere ai ruoli del Regio Esercito, entrando a far parte di quelli del Corpo di Stato Maggiore della neocostituita Regia Aeronautica. Nei successivi periodi ricoprì vari tipi di incarichi presso il 20º Stormo da ricognizione, il Centro equipaggi della Regia Aeronautica, e il 21º Stormo. Nel gennaio 1926, con il grado di capitano, raggiunse l'aviazione della Somalia italiana, divenendo comandante della 36ª Squadriglia da ricognizione dotata di velivoli Fiat R.2. Partecipò alle operazioni per all'occupazione di Nogal e dei sultanati di Obbia e dei Mingiurtini Dal 1º ottobre 1926 al 10 maggio 1927 svolse le funzioni di comandante dell'aviazione della Somalia.
Al suo ritorno in patria fu assegnato al 1º Stormo Caccia Terrestre, passando poi alla Scuola caccia, e quindi all'Ufficio di Stato maggiore della Regia Aeronautica. A partire dal novembre 1934, e fino al settembre 1936, fu comandante, con il grado di colonnello del 9º Stormo Bombardamento Terrestre. Dal 1º ottobre dello stesso anno, in occasione dell'inizio della guerra d'Etiopia, diviene responsabile del Comando settore aeronautico est di Dire Daua dell'aeronautica dell'Africa Orientale (nell'Africa Orientale Italiana), ricoprendo tale ruolo fino al settembre 1937. Per le sue qualità dimostrate durante il corso delle operazioni belliche, venne insignito del titolo di Cavaliere dell'Ordine militare di Savoia. Successivamente assume la Direzione del materiale e degli aeroporti del Comando dell'Aeronautica dell'A.O.I. Nel corso del 1938 è elevato al rango di generale di brigata aerea. Dal gennaio 1939 al gennaio 1940 diresse il 1° Centro sperimentale, per passare poi al Comando dell'Aeronautica dell'Albania - AALB e quindi allo Stato maggiore come capo della Segreteria Tecnica. Il 18 novembre 1942 viene promosso generale di divisione aerea.
In seguito alla caduta del fascismo, avvenuta il 25 luglio 1943, il giorno 27 entrò a far parte del governo Badoglio I. Il nuovo Capo del Governo conservava un eccellente ricordo del suo operato durante la guerra d'Etiopia, e lo volle come Capo di stato maggiore della Regia Aeronautica al posto del generale Rino Corso Fougier, nominandolo anche Ministro dell'aeronautica. Il Capo del governo, Maresciallo d'Italia Badoglio, non lo informò mai di quanto stava avvenendo in quel periodo, tenendolo praticamente all'oscuro delle trattative di pace in corso con gli anglo-americani, di cui fu informato solo a cose fatte. Il 5 settembre ebbe, insieme al generale Roatta, un incontro a Roma con il Capo di Stato Maggiore Generale Ambrosio che informò i due generali del previsto arrivo a Roma della missione alleata guidata dal generale Maxwell D. Taylor. Tale missione doveva preparare il terreno all'aviosbarco delle truppe alleate sugli aeroporti intorno a Roma, la cosiddetta operazione Operazione Giant 2. Egli era convinto, così come Roatta, che il pianificato aviosbarco sarebbe avvenuto nella giornata del 12 settembre, e obiettò che mancavano sia i camion che la benzina e i materiali richiesti dagli americani per dare inizio alle operazioni militari.
In seguito alla proclamazione da parte di Radio Algeri, l'8 settembre, dell'avvenuta firma dell'armistizio con gli Alleati a Cassibile il Re, il governo e i principali capi militari abbandonarono precipitosamente la Capitale, per recarsi a Pescara, da dove raggiunsero Brindisi a bordo della corvetta Baionetta. Egli fu uno degli ultimi a lasciare Roma, dirigendosi a bordo di un'automobile verso l'aeroporto di Guidonia, dove sperava di trovare un velivolo per raggiungere Brindisi. Fermato a un posto di blocco tedesco da elementi della Fallschirm-Panzer-Division 1 "Hermann Göring", venne rilasciato e riuscì a raggiungere Pescara dove si imbarcò anch'egli sulla Baionetta. Con il grado di generale di divisione aerea ricoprì i due incarichi anche nel governo Badoglio II, costituito a Salerno il 22 aprile 1944, mantenendoli fino al 18 giugno dello stesso anno. Dopo la fine della guerra divenne comandante della 1ª Zona Aerea Territoriale, ricoprendo l'incarico dal giugno 1949 al settembre 1951. Dal dicembre 1954 al febbraio 1955 fu presidente della Sezione aeronautica del Consiglio superiore delle forze armate. Si tolse la vita a Roma il 23 ottobre 1968, sparandosi un colpo di pistola alla testa..

### Annotazioni
1. ↑  Fu promosso colonnello nel corso del 1935.
2. ↑  Ciò gli impedì di prendere le dovute iniziative atte ad impedire il collasso totale dell'aviazione militare italiana.

### Fonti
1. 1 2 3 4  Ufficio Storico dell'Aeronautica Militare 1969, p. 174.
2. ↑  Lioy 1965, p. 11.
3. ↑  Lioy 1965, p. 10.
4. ↑  Lioy 1965, p. 237.
5. 1 2  Lioy 1965, p. 239.
6. 1 2 3 4 5 6 7  L'Unità, 24 ottobre 1968.
7. 1 2 3 4 5 6 7 8 9 10 11  Hingham, Sullivan 2006, p. 168.
8. ↑  Candeloro 2002, p. 195.
9. 1 2 3 4 5  Candeloro 2002, p. 220.
10. ↑  Candeloro 2002, p. 221.
11. ↑  Candeloro 2002, p. 278.
12. ↑  "Il 23 ottobre del 1968, all’età di 71 anni, il generale Sandalli Renato, due volte capo di Stato Maggiore e ministro, associato alla sarabanda in fuga come “uomo-chiave” dell’operazione prese la Beretta calibro 9 di ordinanza e si sparò. “Soffriva di arteriosclerosi”, dissero i carabinieri che svolsero – rileggendo le cronache di allora – “un’inchiesta-lampo con un velo di impenetrabile silenzio”, adombrando così il sospetto che si volesse evitare che venissero alla luce dettagli sulle “vergognose trattative coi nazisti che costarono la vita a centinaia di migliaia di italiani”,  Thomas Mackinson, Afghanistan, ancora polemiche per il rimpatrio dell’ambasciatore Sandalli, figlio del ministro che fuggì con i Savoia, su ilfattoquotidiano.it, 29 agosto 2021. URL consultato il 29 agosto 2021.
13. ↑  Gazzetta Ufficiale del Regno d'Italia n.219 del 18 settembre 1940.
14. ↑  Gazzetta Ufficiale del Regno d'Italia n.11 del 14 gennaio 1928.
15. ↑  TracesOfWar.com.